# Karlheinz Schädlich
Karlheinz Schädlich (* 24. September 1931 in Reichenbach/Vogtland; † 16. Dezember 2007 in Berlin) war ein deutscher Historiker.

## Leben
Der Bruder des Schriftstellers Hans Joachim Schädlich und der Medizinerin Hannelore Dege lebte in Berlin und publizierte zahlreiche Arbeiten zu seinem Spezialgebiet, der englischen Geschichte. Bis 1991 war Schädlich Historiker an der Akademie der Wissenschaften der DDR.
Für die Stasi war er ab 1975 als IM „Schäfer“ aktiv und sammelte unter anderem über seinen Bruder sowie über Günter Grass Informationen. Nachdem Hans Joachim Schädlich über die Einsicht in seine Stasi-Akten 1992 beim Bundesbeauftragten für die Stasi-Unterlagen (BStU) von der Bespitzelung durch seinen Bruder erfahren hatte, schrieb er noch im gleichen Jahr die Erzählung Die Sache mit B.
Karlheinz Schädlich nahm sich am 16. Dezember 2007 das Leben, indem er sich auf einer Parkbank erschoss.

## Werke (Auswahl)
- Die Mitford Sisters. Claassen, Düsseldorf 1993, ISBN 3-546-00066-8.
- „Appeaser“ in Aktion. Hitlers britische Freunde in der Anglo-German Fellowship. In: Jahrbuch für Geschichte 3, 1969, S. 197–234.
- Wandlungen in der Außenhandelsdiplomatie Großbritanniens (1885–1910). In: Fritz Klein: Neue Studien zum Imperialismus vor 1914. Akademie-Verlag, Berlin 1980, S. 135–163.